# 버기 줄러
버기 줄러(헝가리어: Baghy Gyula IPA: [ˈbɒgi ˈʝulɒ], 에스페란토: Julio Baghy 율리오 바기, 1891~1967)는 헝가리의 작가 및 배우이다. 에스페란토 학술회의 부회장이었고, 또 에스페란토로 여러 소설과 시 및 연극을 발표하였다.

## 같이 보기
- 컬로처이 칼만